# Janvier 2017
Janvier 2017 est le premier mois de l'année 2017.

## Événements
- 1er janvier :
  - António Guterres devient secrétaire général des Nations unies, succédant à Ban Ki-moon ;
  - un attentat dans une boîte de nuit, à Istanbul en Turquie, fait au moins 39 morts ;
  - Malte prend la présidence tournante de l'Union européenne, succédant à la Slovaquie.
- 2 janvier :
  - trois attentats sont perpétrés à Bagdad en Irak faisant au moins 57 morts ;
  - l'élection de Jovenel Moïse à la présidence de la République d'Haïti est définitivement validée.
- 3 janvier : Ivan Rogers, représentant permanent du Royaume-Uni auprès de l'Union européenne, démissionne de son poste.
- 4 janvier :
  - le social-démocrate Sorin Grindeanu est investi Premier ministre de Roumanie ;
  - le français Robert Marchand établit le record de l'heure en cyclisme sur piste dans la catégorie des plus de 105 ans.
- 5 janvier : un attentat devant le palais de justice d'Izmir en Turquie fait 2 morts et 7 blessés.
- Depuis le 5 janvier : une vague de froid sévit en l'Europe.
- 6 janvier : une fusillade à l'aéroport de Fort Lauderdale en Floride (États-Unis) fait cinq morts[1].
- 7 janvier : en Syrie, un attentat de l'État islamique dans la ville d'Azaz, tenue par les rebelles, fait au moins 48 morts.
- 8 janvier : à Jérusalem, un attentat au camion-bélier tue quatre soldats israéliens.
- 10 janvier :
  - trois attentats en Afghanistan font près de 50 morts ;
  - la FIFA approuve l'organisation d'une Coupe du monde à 48 équipes à partir de 2026.
- 16 janvier : le vol 6491 Turkish Airlines s'écrase sur un village du Kirghizistan.
- 17 janvier :
  - la Première ministre britannique Theresa May annonce que dans le cadre du Brexit son pays quittera le marché intérieur ;
  - l'Italien Antonio Tajani est élu président du Parlement européen et succède à l'Allemand Martin Schulz.
- 18 janvier :
  - à Gao au Mali, un attentat-suicide d'AQMI contre des groupes armés de la CMA et de la Plateforme fait 77 morts ;
  - en Italie, une avalanche détruit en grande partie l’hôtel quatre-étoiles Rigopiano, tuant 29 personnes.
- 19 janvier : à la suite de l'élection présidentielle gambienne de 2016, Adama Barrow prête serment à l'ambassade de Dakar, alors que l'ultimatum lancé à Yahya Jammeh par la CEDEAO a expiré.
- 20 janvier : 
  - investiture de Donald Trump à la présidence des États-Unis.
  - Attaque à la voiture-bélier à Melbourne.
- 21 janvier :
  - au Pakistan, un attentat fait 22 morts sur un marché de Parachinar ;
  - en Syrie, un attentat à la voiture piégée frappe un camp de réfugiés à la frontière jordanienne[2].
- 22 et 29 janvier : primaire présidentielle de la Belle Alliance populaire en France.
- 23 janvier : les États-Unis se désengagent de l'accord de partenariat transpacifique.
- 28 janvier : 
  - Nouvel An chinois avec le commencement de l'année du coq ;
  - l'ordre exécutif de Donald Trump interdisant l'entrée du territoire aux citoyens de pays à majorité musulmane est déclaré illégal par trois juges fédérales, les détenteurs de visas arrêtés sont immédiatement libérés.
- 29 janvier : 
  - élections sénatoriales (2e tour) en Haïti ;
  - le régime syrien et le Hezbollah reprennent la vallée de Wadi Barada aux rebelles ;
  - un attentat contre le Centre culturel islamique de Québec fait six morts.
- 30 janvier :
- le Maroc réintègre l'Union africaine.
- la France remporte l'élection de Miss Univers 2016 après 63 ans d'écart grâce à Iris Mittenaere à Manille, aux Philippines.